# Jean de La Porte
 (septembre 2022).
Jean de La Porte, né au XIIIe siècle et mort le Vendredi saint 1334, est un bénédictin français, vingt-septième abbé du Mont Saint-Michel, de 1314 à 1334.

## Biographie
Jean de La Porte, sous le pouvoir duquel florissait alors le prieuré de prieuré de Saint-Pair, fut investi par le chapitre de la direction du monastère du Mont Saint-Michel. Nul religieux, plus que lui, n’était apte, par son caractère et ses vertus, à continuer pour son couvent la prospérité dont il avait joui, malgré les efforts des éléments et des hommes, sous le bâton pastoral de son prédécesseur Guillaume du Château.
Ses soins portèrent d’abord sur les dépendances de son abbaye ; les possessions dont elle jouissait encore en Angleterre appelèrent surtout sa vigilance et ses réformes. La négligence des prieurs ayant compromis plusieurs propriétés, le couvent avait été dans la nécessité de faire passer la mer, dès 1314, à Olivier Lemoine, pour y revendiquer et défendre ses droits. Dans le chapitre qui fut tenu au Mont Saint-Michel, la veille de la fête saint Jean-Baptiste 1316, Pierre de Harville fut nommé au prieuré de Cornouailles, dont le titulaire avait été forcé de se démettre, à cause de son âge et de ses infirmités. Robert Louel fut, pour la même cause, remplacé dans le prieuré d’Octritonie.
Telle était alors l’indépendance dont les abbés jouissaient dans l’exercice de leur pouvoir, que, vers cette époque, le roi Édouard II d'Angleterre, et la reine Jeanne de France et de Navarre, prièrent Jean de La Porte, par lettres expresses, de recevoir dans son cloître, le premier, Jean de Tontine, un de ses clercs ; la deuxième, Guillemin de Gorez.
Les soins de l’abbé de La Porte ne restèrent pas stériles. Les richesses et les domaines du monastère prirent chaque année des développements nouveaux. Dès 1315, Louis X aumôna au prieuré de Pontorson le droit des dîmes et les pêcheries de cette importante localité ; l’année suivante, Mormand Langlois, écuyer, fut tellement flatté de l’accueil qu’il reçut dans le couvent, où l’avait conduit un pèlerinage, qu’il y prit l’habit monastique, et, en échange du titre de frère, fit don à la communauté de sa seigneurie de Bouillon, à la charge de payer au roi 81 livres 30 sous de rente.
Philippe V lui-même, émule en cela de la générosité de ses ancêtres, réunit à l’abbaye du Mont Saint-Michel, en 1319, la moitié de la redevance de 200 livres que saint Louis s’était réservée sur le fief-ferme de Saint-Jean-le-Thomas. Il sut, en outre, augmenter, par l’économie et une gestion éclairée, les ressources de son monastère. Plusieurs maisons et divers morceaux de terrain furent avantageusement placés en fief : Thomas Cohibée, chantre de la cathédrale d’Avranches, reçut, à ce titre, une habitation sise près de cette ville, non loin de la rue dite la Dorée, en la paroisse de Saint-Martin-des-Champs ; Le Plevoin obtint, à des conditions semblables, un logis situé sur le chemin de Genêts à Brion, et la pièce de terre sur laquelle il était bâti, etc.
L’influence de la prélature de Jean de La Porte ne se faisait pas moins heureusement sentir sur la direction des esprits que sur l’administration du temporel ; l’observance y régnait sur la vie intérieure, dans sa régularité la plus sévère, lorsque la querelle de Guyenne vint allumer la guerre entre le roi de France et le monarque anglais, ces hostilités soulevèrent un incident qui donna à l’abbé Jean une occasion nouvelle de manifester sa fermeté et sa prudence.
Dans ces circonstances, Guillaume du Merle, capitaine des ports et frontières de Normandie, appréciant toute l’importance militaire, que son isolement dans les grèves et la force de sa position naturelle procurait au Mont Saint-Michel, y plaça, au nom du roi, un homme d’armes avec cinq valets. Jean de La Porte et ses religieux les reçurent et leur donnèrent pour logement le local affecté à l’habitation du portier. Encouragé par le succès de cette mesure, Guillaume du Merle prétendit mettre la solde de cette garnison à la charge de la communauté. Cette prétention souleva l’opposition la plus vive de la part de l’abbé et de ses moines.
Saisi par les religieux de cette contestation, Charles le Bel nomma, par lettres du 25 janvier 1326, ses conseillers Bertrand, Boniface et Pierre de Macey, réformateurs des États de Normandie, pour vider ce différend. Les contendants furent appelés devant eux. Jean de La Porte s’y rendit et prouva, par les titres de son abbaye, que le Mont Saint-Michel n’avait jamais cessé, depuis 709, d’être défendu par ses religieux et leurs vassaux, avec autant de dévouement que de succès ; que leurs feudataires pouvaient encore faire face à toutes les éventualités de cette défense ; qu’il était donc d’une injustice manifeste de leur imposer et de prétendre leur faire payer des protecteurs étrangers. Soit insouciance soit défiance de son droit, Guillaume de Merle, ne se présenta pas même pour se défendre : les commissaires, après discussion et examen de la question, décidèrent que le couvent du Mont Saint-Michel n’était obligé de payer aucun soldat. Cette déclaration, à laquelle les premiers seigneurs du pays apposèrent leurs signatures, reçut, en 1334, la confirmation du Philippe VI, alors au château de Vincennes.
Cette contestation n’absorba pas tellement l’attention et le zèle de l’abbé de La Porte, qu’il oubliât les autres intérêts du monastère. Il poursuivit, à travers les préoccupations de ces débats, l’accomplissement des devoirs sa charge avec l’exactitude et le succès qu’il y avait apportés dès ses débuts. Il parvint à dégager la plupart des biens qui avaient été antérieurement détachés et enlevés des domaines de son abbaye par des mains usurpatrices, et, entre autres possessions, il recouvra, en 1330, le prieuré de Saint-Clément, en l’ile de Jersey, le souverain pontife, sur ses réclamations, avait même chargé l’official de Rennes, par bulle expresse en date du 2 mars 1328, d’opérer le retrait de quelques biens alignés dans le ressort de sa juridiction.
Jean de La Porte fit compulser et mettre en ordre tous les titres, chartes, etc., que possédait le monastère. Un catalogue de ces pièces, rédigées par quelques moines, en l’année 1356, a été transmis par les manuscrits de cet établissement.
Les bulles pontificales, au nombre de vingt-deux, furent suspendues par un fil de soie dans une armoire spéciale. Les dernières années de la prélature de Jean de La Porte sont remarquables par l’affluence extraordinaire de pèlerins que l’église du Mont Saint-Michel vit se prosterner sur ses dalles.
À sa mort, le corps de Jean de La Porte reçut les honneurs de la sépulture dans la chapelle de Saint-Jean-l’Évangéliste, qu’il avait fait élever lui-même du côté méridional de son église.